# Беликов, Михаил Трофимович
Михаи́л Трофи́мович Бе́ликов (16 ноября  1894, Рязанская губерния,  Российская империя — 23 июня 1968, Москва, СССР) — советский военный деятель, генерал-лейтенант войск связи (13.03.1943).

## Биография
Родился 16 ноября 1894 года[по какому календарю?] в крестьянской семье в деревне Стрельчи.

### Служба в армии
Участвовал в Первой мировой войне, которую окончил в звании младшего унтер-офицера 25-й отдельной телеграфной роты. В 1918 году вступил в Красную Армию и участвовал в Гражданской войне. В 1920 году вступил в РКП(б).
В 1922 году окончил курсы связи при Высшей военной школе связи комсостава РККА и в мае того же года был назначен начальником связи 21-й Пермской стрелковой дивизии. С октября 1922 года — начальник связи 29-й Вятской стрелковой дивизии.
С ноября 1923 года — командир и военком роты связи 27-й стрелковой дивизии, с февраля 1924 года — командир и военком роты связи 4-го стрелкового корпуса, с октября 1924 года — командир роты связи, начальник отдела связи 27-й стрелковой дивизии. В июле 1926 года был назначен помощником командира по учебно-технической части, начальником штаба 5-го полка связи.
С октября 1929 года — помощник начальника учебного отдела Ленинградской военной школы связи.
С мая 1931 года — и.д. помощника начальника войск связи УВО; с ноября 1931 года по ноябрь 1937 года — и.д. начальника 1-го сектора Управления начальника войск связи, помощник начальника 3-го сектора Управления начальника связи, инспектор по боевой подготовке Управления начальника связи, помощник начальника 1-го отдела Управления начальника войск связи Ленинградского ВО.
В ноябре 1937 года стал начальником узла связи НКО СССР; 17 мая 1939 года ему было присвоено звание комбриг, а спустя два месяца, приказом НКО СССР № 0105 с 19 июля 1939 года комбриг Беликов был назначен начальником узла связи Генерального штаба Красной Армии; 4 июня 1940 года ему было присвоено звание генерал-майора войск связи.

### Великая Отечественная война
В начале войны Генеральный штаб ВС СССР располагал только одним узлом связи, состоявшим из радиопередающего, радиоприёмного и телеграфно-телефонного центров, которые располагались в зданиях обычного типа, ими бессменно командовал Беликов. Однако вскоре появилась необходимость разделить узел на две части. Его основная часть, расположенная на станции метро «Кировская», вела обслуживание Верховного Главнокомандования и Оперативного управления Генштаба. Он предназначался для связи со штабами фронтов и армий. Другая часть узла располагалась отдельно и обеспечивала телеграфную связь в интересах центральных управлений и органов тыла Наркомата обороны. Через этот узел шёл обмен остальной служебной корреспонденцией со штабами фронтов. Впоследствии для повышения мобильности связи Генерального штаба был создан специальный поезд связи, оборудованный мощными средствами радио- и телеграфно-телефонной связи, и узел связи, смонтированный в кузовах автомашин. По состоянию на 24 июня 1941 года узел связи поддерживал телеграфную связь со штабами Северного, Северо-Западного, Западного, Юго-Западного и Дальневосточного фронтов, Одесского, Закавказского и Среднеазиатского военных округов и, кроме того, с Брянском, Черкассами и Симферополем.
Впоследствии узел связи Генштаба поддерживал непрерывную связь с представителями Ставки, координировавшими действия фронтов, по требованию руководства Генштаба устанавливал прямую связь с отдельными корпусами, группировками и гарнизонами, выполнял много других важных задач. Особенно высокими были требования в период наступательных операций на территории Советского Союза и за его пределами. Чтобы успешно решить эти сложные задачи, было необходимо совершенствовать способы организации связи, улучшать всю работу войск связи, осуществлять много других важных мероприятий.
13 марта 1943 года Беликову присвоено воинское звание генерал-лейтенант войск связи.
С 28 ноября по 1 декабря 1943 года в период Тегеранской конференции глав трёх союзных держав — СССР, Америки и Англии — Узел связи Генерального штаба Красной Армии обеспечивал связь членов советской делегации с фронтами и Генштабом дважды в сутки, собирая для Верховного Главнокомандующего данные об обстановке.
За время войны намного увеличились численность войск связи Красной Армии. В их составе были заново созданы части связи РВГК и части связи нового типа. Одновременно с этим были развёрнуты военно-восстановительные части Наркомата связи. Связисты под руководством начальника Узла связи Генерального штаба Красной Армии генерал-лейтенанта Беликова проделали большую работу по созданию резервных и запасных узлов связи, построили множество обходных линий в трудных условиях.

### Послевоенная жизнь
После войны служит в прежней должности. Широта знаний и профессиональное отношение Беликова к работе неоднократно проявлялось в годы перехода Вооружённых сил СССР к работе с новой боевой техникой, особенно в годы становления практической Отечественной космонавтики. В ноябре 1957 года, к моменту запуска Второго Искусственного спутника Земли, вопреки противодействию Руководства 4-го Центрального Научно-исследовательского института Министерства обороны СССР, пользуясь содействием Начальника узла связи Генерального штаба СССР, генерал-лейтенанта Михаила Трофимовича Беликова, ведущие специалисты Командно-измерительного комплекса искусственных спутников Земли и космических объектов, смогли создать на резервных площадях Узла связи Генерального штаба Вооружённых сил СССР временный Центральный узел связи Командно-измерительного комплекса и подключить его к кабельным и радиотехническим направлениям коротковолнового диапазона связи, предоставленным во временное пользование Генеральным штабом для работы со всеми наземными измерительными пунктами.
В декабре 1957 года для Центрального узла связи Командно-измерительного комплекса в главном корпусе Министерства обороны СССР руководством аппарата Министерства обороны был предоставлен подземный "объект 32". Таким образом, при активном участии Беликова была создана первоначальная система связи, требуемая для телеконтроля и телеуправления Третьим искусственным спутником Земли и автоматическими станциями "Луна".
После выхода в отставку проживал в Москве. Был женат; дочь Маргарита родилась в 1928 году.
Умер 23 июня 1968 года. Похоронен на Введенском кладбище (уч. 7).

## Награды
- орден Ленина (21.02.1945)[8][9]
- три ордена Красного Знамени (29.03.1944[10], 03.11.1944[9][11], 20.06.1949[9][12])
- орден Кутузова I степени (04.06.1945)[13]
- орден Кутузова II степени (31.07.1944)[12]
- орден Отечественной войны I степени (18.05.1943)[14]
- орден Красной Звезды (31.12.1939)[12]
- Медали СССР:
  - «XX лет Рабоче-Крестьянской Красной Армии» (1938)[12]
  - «За оборону Москвы» (1944)[12]
  - «За Победу над Германией в Великой Отечественной войне 1941—1945 гг.» (1945)[12]
  - «За победу над Японией»[15]